# Rokytka (přítok Vltavy)

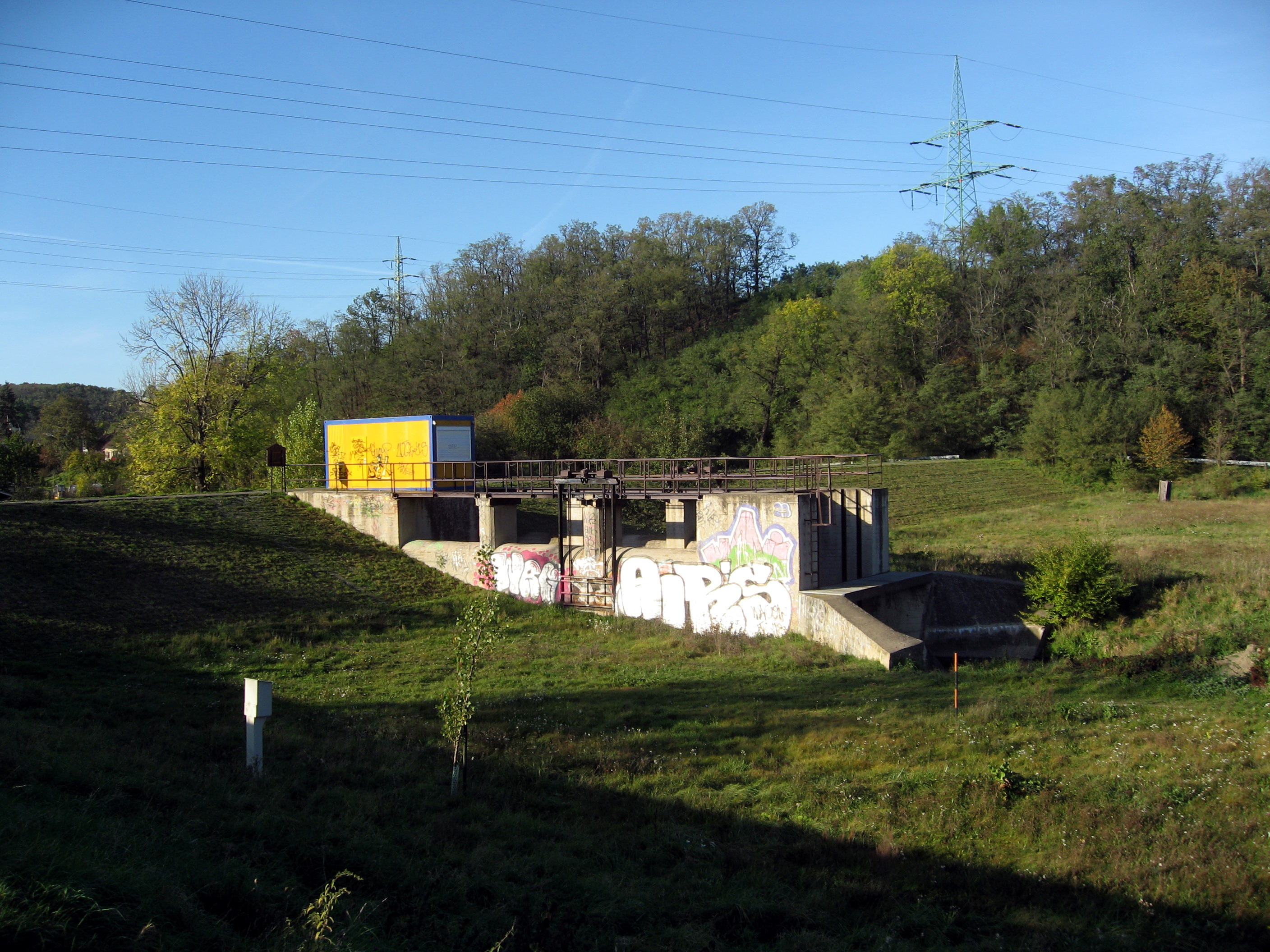
Suchý polder Čihadla

Rokytka je říčka v povodí dolní Vltavy. Protéká územím Středočeského kraje a Prahou v České republice. Délka toku činí 36,2 km (z toho 31,5 km v Praze, dle Pražské informační služby). Plocha povodí je 140,33 km². Průměrný průtok u ústí je 0,39 m³/s (dle DVH CR) (Říčanský potok v ústí do Rokytky 0,10 m³/s, Rokytka u Kyjského rybníka dle ČHMÚ 0,34 m³/s).

## Průběh toku

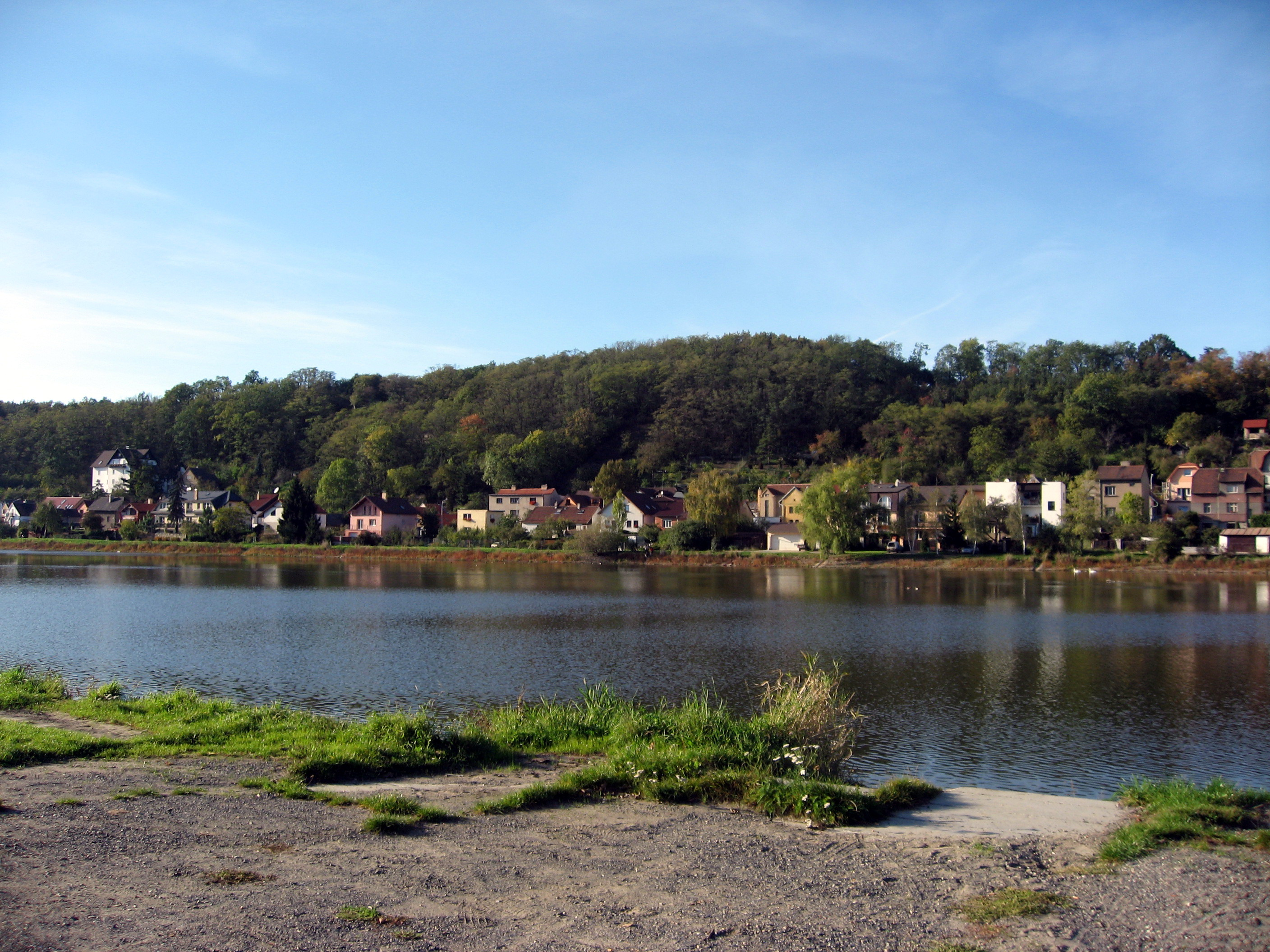
Kyjský rybník

Rokytka pramení jihozápadně od Tehovce v Benešovské pahorkatině. U osady Vojkov (administrativně součást Tehovce) se zleva vlévá Bublavý potok a o kilometr dál bezejmenný potůček od Tehova.
Krátká část toku s přirozeně utvářeným korytem v katastrálním území Tehov u Říčan je součástí přírodní památky Louka u Vojkova. Pod Černokosteleckou ulicí se zařezává do strmého žulového koryta. U bývalých lomů Strašín I-III vtéká do břidlicové Pražské plošiny, kde se koryto se stává mělkým a širokým. V Radošovicích Rokytka prochází koupalištěm Na Jurečku. Před Nedvězím protéká bezejmenný rybník a přírodní rezervací Mýto, zprava se vlévá potok od Pacova. Mezi Nedvězím a Královicemi protéká přírodním parkem Rokytka (zprava se připojuje bezejmenný přítok od Křenic). Mezi Královicemi a Hájkem tvoří rybník Markéta, protéká Kolodějskou oborou (rybník V Oboře) a pokračuje do Běchovic. V Běchovicích se zprava vlévá Běchovický potok a zleva Říčanský potok. Z Počernického rybníka Rokytka pokračuje přes Dolní Počernice, pravou stranou obtéká Hostavice (zprava se vlévá spojený Svépravický potok a Chvalka, zleva Hostavický potok), protéká Kyjský rybník, několikakilometrovou zákrutou až přes Hrdlořezy obtéká vrch Smetanka a teče podél Hořejšího rybníka za Teslou Hloubětín. Za ním podtéká u tramvajové smyčky Starý Hloubětín Poděbradskou ulici a pokračuje středem Vysočan, mezi oběma souběžnými vysočanskými tramvajovými tratěmi. Před Vysočanskou poliklinikou teče nad trasou B Pražského metra a podtéká pod Sokolovskou ulici, dále teče kolem parku Podviní a usedlosti Kolčavka (za ní podtéká silnici a dvě železniční tratě) směřuje k centru Libně. Libeň protéká prudkými oblouky (meandry), v oblasti mezi náměstí dr. Václava Holého a Elsnicovým náměstím (toto náměstí pak přímo podtéká) teče pod kulturní památkou – nejstarším betonovým silničním mostem v České republice z roku 1896. Do slepého ramene Vltavy po pravé straně Libeňského ostrova ústí Rokytka z pravé strany u Českých loděnic pod Libeňským zámkem. Ústí Rokytky do Vltavy je součástí protipovodňové bariéry chránící Prahu před velkou vodou. Po katastrofálních povodních v roce 2002 zde byla vybudována mohutná vrata a betonový val, který zajišťuje ochranu dolní Libně. Podél ústí Rokytky západně od Elsnicova náměstí na svahu pod nedalekým Libeňským zámkem byla městskou částí Praha 8 a pod patronací místní Základní školy Bohumila Hrabala zbudována školní naučná stezka Thomayerovy sady.

## Průtok Kyjským rybníkem
Původně Rokytka protékala podél rybníka pod Starými Kyjemi. Na straně kostela a vlévala se do rybníka u železničních mostů přes Rokytku. V současné době se vlévá přímo do rybníka, který prošel několikráte procesem čištění od bahna. V rybníce byly při této akci objeveny vzácné říční škeble. Při výtoku z rybníka Rokytka zapuštěna do odtokové roury – v rámci výstavby železničního koridoru došlo k rekonstrukci železničních mostů – starší most byl zcela zbourán. Zrušen byl malý rybník, za mosty až k bývalému mlýnu.
Kyjský rybník byl svou rozlohou původně daleko větší než dnes – jeho břehy končily u zahrádek, dnes břeh tvoří panelová cesta.

## Oblast Hořejšího (Hloubětínského) rybníka
Nacházejí se zde dva železniční viadukty na hlavní železniční trati 010 Praha – Kolín – Pardubice. V roce 2009 se byla zavedena i nová cyklostezka A26 (Vysočanská cyklostezka), po které je možné dojet po tělese bývalých železničních vleček do Tesly Hloubětín a vysočanských závodů ČKD přes Poděbradskou ulici (viadukt) až k Poliklinice Vysočany a dále přes Podvinný mlýn do Libně a Libeňského přístavu na Vltavě. Asfaltová cyklostezka začíná u Hořejšího rybníka, kde navazuje na značenou cyklotrasu s proměnlivým povrchem od Hrdlořez. Cyklostezka i cyklotrasa sledují tok Rokytky.

## Dolní část Rokytky v Praze 8
Rokytka v oblasti Čuprovy ulice překonává hranici mezi Prahou 9 a Prahou 8. V tomto úseku je vodní tok ve vybetonovaném korytě. Praha 8 v roce 2017 nechala zpracovat analýzu revitalizace Rokytky s cílem vytvořit v jejím okolí prostor pro odpočinek, procházky apod. Dalším smyslem navržených úprav je snížení přehřívání městské krajiny v letním období, tzv. tepelného ostrova. Na studii by měl navázat projekt, realizace se předpokládá v letech 2019–20. V oblasti Kolčavky bude v roce 2018 realizovaný tzv. vodní prostup Čuprova – napřímení a zjednodušení pěší a cyklistické trasy v této lokalitě.

## Mlýny
Jeden stával v Kyjích, druhý Kejřův mlýn – v Hloubětíně, u bývalého koupaliště – mezi Průmyslovou a cyklostezkou A26. Podle History revue 11/2009 první zmínka o hloubětínském mlýnu pochází z roku 1544 a týká se prodeje. V průběhu staletí vystřídal mlýn spoustu majitelů. Josef Kejř vlastnil mlýn na počátku 20. století, nechal na vnější zeď budovy zasadit desku s nápisem "Jos. Kejř 1917". Dnes slouží rekonstruovaný mlýn jako obytný dům. Další mlýn stával v ul. Podviní na pravém břehu Rokytky. Poslední mlynář z rodu Košťálů zemřel kolem roku 1900 a mlýn přestal pracovat.
Mlýny jsou seřazeny po směru toku potoka.
- Královický mlýn – Královice, Kuťanská, původní č.p. 20, zanikl
- Stachův mlýn – Běchovice, K Jalovce 11
- Dolnopočernický mlýn – Dolní Počernice, Národních hrdinů 2
- Kyjský mlýn – Kyje, Lednická 17
- Výsadní mlýn (Špitálský, Horní) – Hrdlořezy, Pod Smetankou č.p. 16, zanikl
- Kejřův mlýn – Hloubětín, K náhonu 988/3, Kulturní památka
- Podvinný mlýn – Libeň, Podvinný mlýn 73
- Malý mlýn (Libeň) – Na Rokytce č.p. 30, zanikl
- Löwitův mlýn (Velký) – Libeň, U Českých loděnic 40, Kulturní památka

## Historická bitva u Štěrbohol v povodí Rokytky
V místech pod kopcem Smetanka a také v luzích, které tomuto místu předcházely, proběhla 6. května 1757 bitva u Štěrbohol, nejkrvavější střetnutí mezi rakouskými a pruskými vojsky během sedmileté války. Bitva skončila vítězstvím Prusů, následně byla Praha obležena, ale nebyla dobyta. Zabito bylo 9000 Rakušanů a 14000 Prusů.

## Čistota

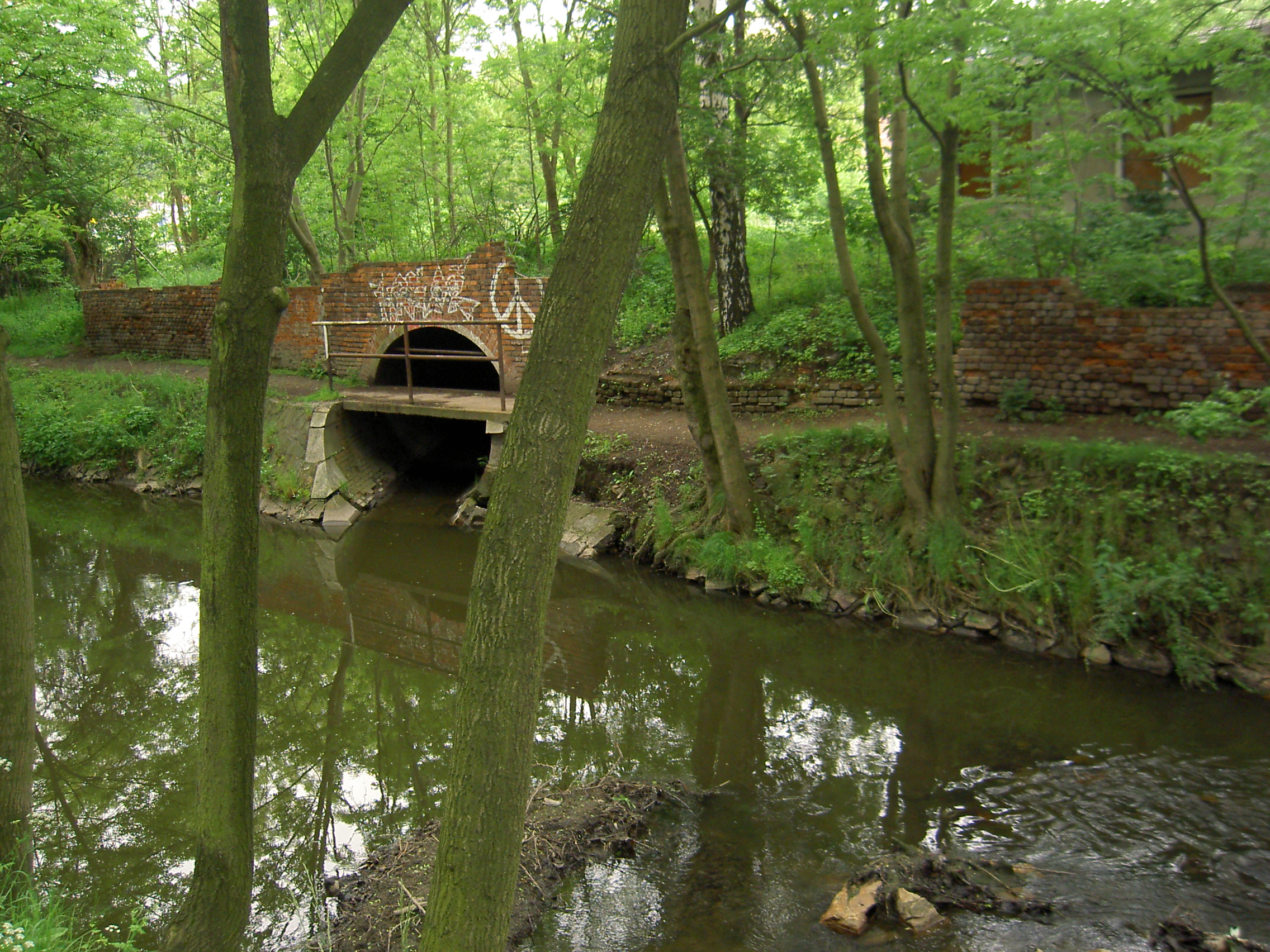
Rokytka pod vrchem Smetanka poblíž autobusové zastávky Pod Táborem

Rokytka, podobně jako ostatní vodní toky v Praze, má podle informací Magistrátu hlavního města Prahy vysoký stupeň znečištění (v dolním toku IV. třída z V). Městská část Praha 9 posílá přibližně jednou měsíčně na její čištění odsouzené s alternativními tresty, občas jednorázově vypomáhají i různá občanská sdružení nebo skauti.
Na krátké části toku se v Rokytce vyskytuje chráněná střevle potoční.

## Vodáctví
V úseku Koloděje – Kyjský rybník je Rokytka úzkým a málokdy sjízdným tokem. Úsek Kyje – ústí do Vltavy v Libni (10,3 km) je sjízdný na jaře, po vydatných deštích a na podzim při organizovaném vypouštění. Sjezd je vhodný pouze pro zkušené vodáky. Dřívější nebezpečné jezy pod Smetankou byly přestavěny na skluzy.

## Povodně
Kristiánova legenda podává nejstarší výpověď o povodni na Rokytce z roku 938 (3. – 4. 3., po vraždě sv. Václava z příkazu jeho bratra Boleslava I.): „I přišli v noci, vzali přesvaté tělo, a naloživše je na vůz, jeli až přijeli k potůčku, jenž slove Rokytnice (dnes Rokytka). A ejhle, voda byla tak vystouplá, že i přes břehy se valíc všechny lučiny zaplavila a těm, kteří svaté tělo přiváželi, nezbývalo naděje kromě smrti. Ale když v takové tísni byli, přišlo jim na mysl, aby prosili samého blaženého Václava, by se nad nimi smiloval…“ (Kristiánova legenda, ed. Pekař 1905, kap. 8, s. 117).
Stupně povodňové aktivity dle ČHMÚ, průtoky u Kyjského rybníka (výška hladiny kritériem není):
- 8,0 m³/s: I. – bdělost
- 12,0 m³/s: II. – pohotovost
- 27,0 m³/s: III. – ohrožení

Stupně povodňové aktivity dle povodňového plánu MČ Praha 8 na rok 2002 ze dne 20. března 2002 (Kyjský rybník), bod 1.2 věcné části:
- 4 m³/s, 121 cm: I. – bdělost
- 6 m³/s, 121–186 cm: II. – pohotovost
- 10 m³/s přes 186 cm: III. – ohrožení

N-letá voda (Kyjský rybník) dle ČHMÚ, evidenční list hlásného profilu:
- Q1: 4,50 m³/s
- Q5: 13,6 m³/s
- Q10: 19,6 m³/s
- Q50: 38,4 m³/s
- Q100: 49,0 m³/s

Na počátku června 2013 došlo k velké povodni, kdy se rozvodnila řada pražských vodních toků, kromě samotné řeky Vltavy se vylila z břehů i Rokytka, Botič a Šárecký potok. V pražské Libni, v oblasti Elsnicova náměstí a náměstím Dr. Václava Holého pod betonovým mostem, se voda rozlila do prostoru náměstí a do přilehlých ulic. Přerušena byla tramvajová doprava v Zenklově ulici. Vlivem povodně pak došlo k poškození podzemních prostor nedalekého Divadla pod Palmovkou.

## Zajímavost
V 70. letech 20. století bývala přes Kyjský rybník cesta spojující část Aloisov (Tálínská ulice) s částí Kyjí u kostela. Při povodních bývala cesta zaplavována, což i v souvislosti s názvem ulice Tálínská připomínalo onu známou písničku: Když se ten Tálínský rybník nahání ...

## Turismus
Podél potoka vede modře značená turistická trasa 1105, která vychází od konečné tramvají v Kobylisích a končí ve Starých Malešicích. Podél horního toku vede značená naučná stezka Říčansko v úseku mezi Vojkovem a Radošovicemi. 